# Casa di Paul Revere

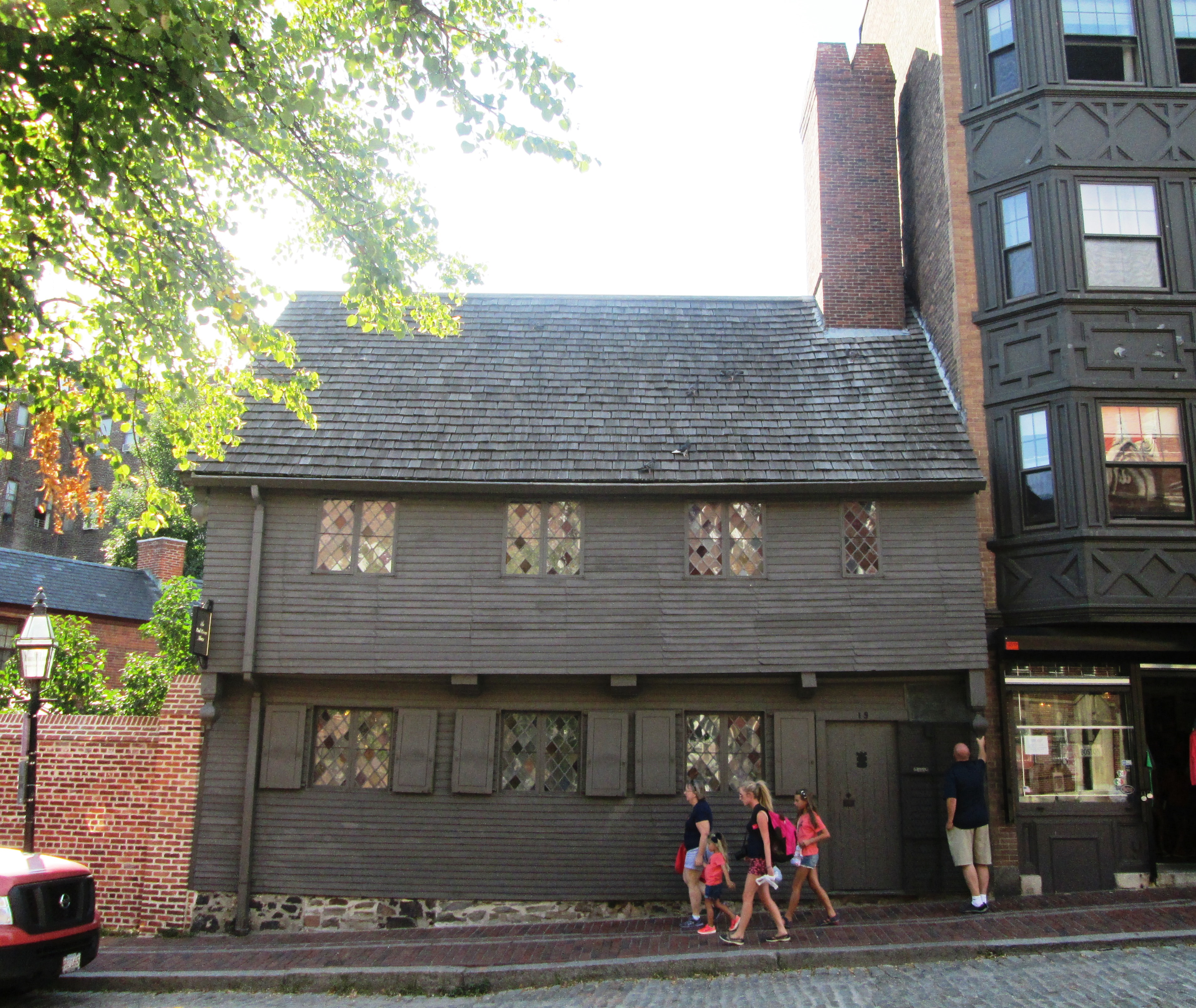
La facciata principale dell'edificio

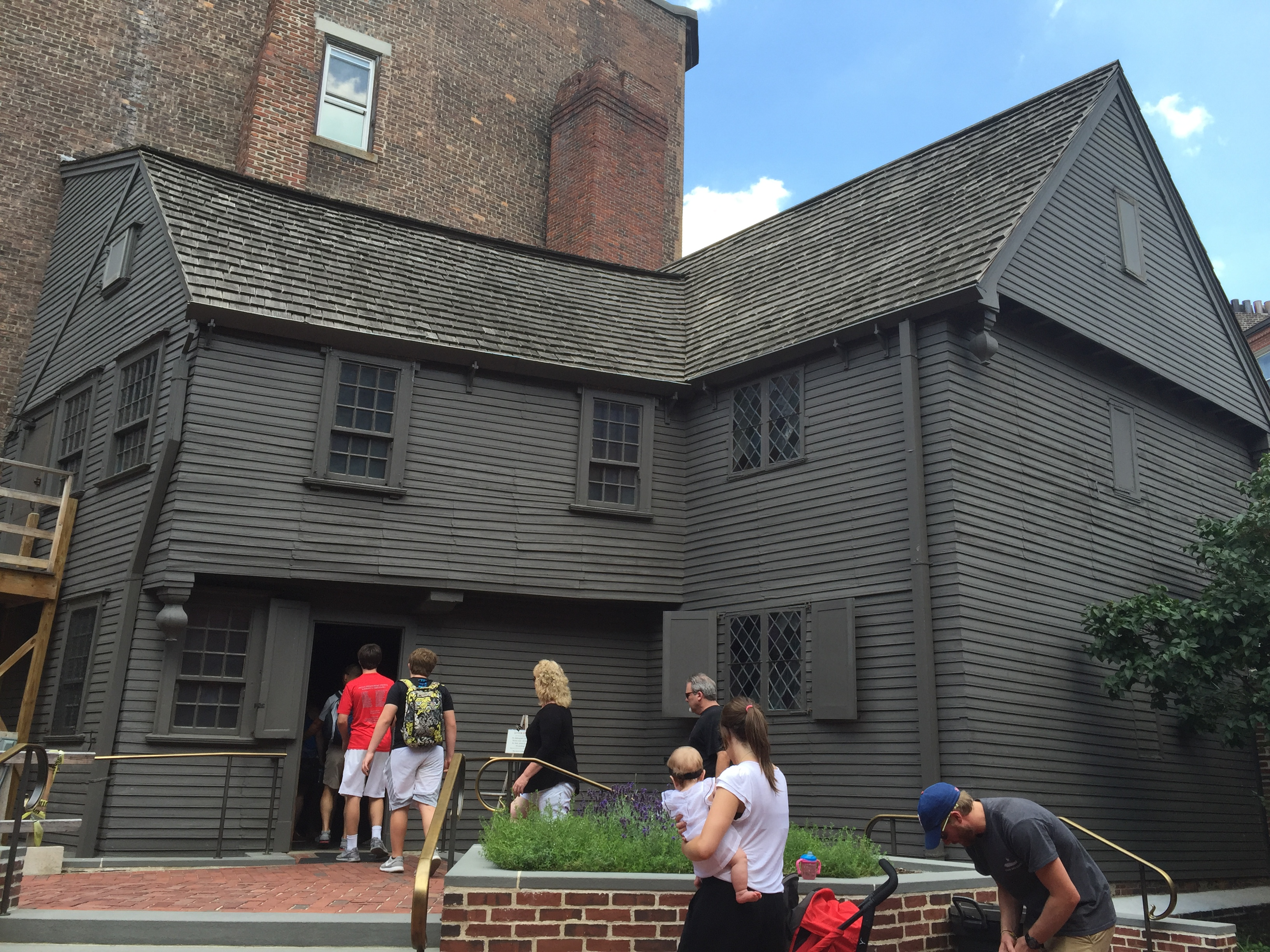
Retro della casa

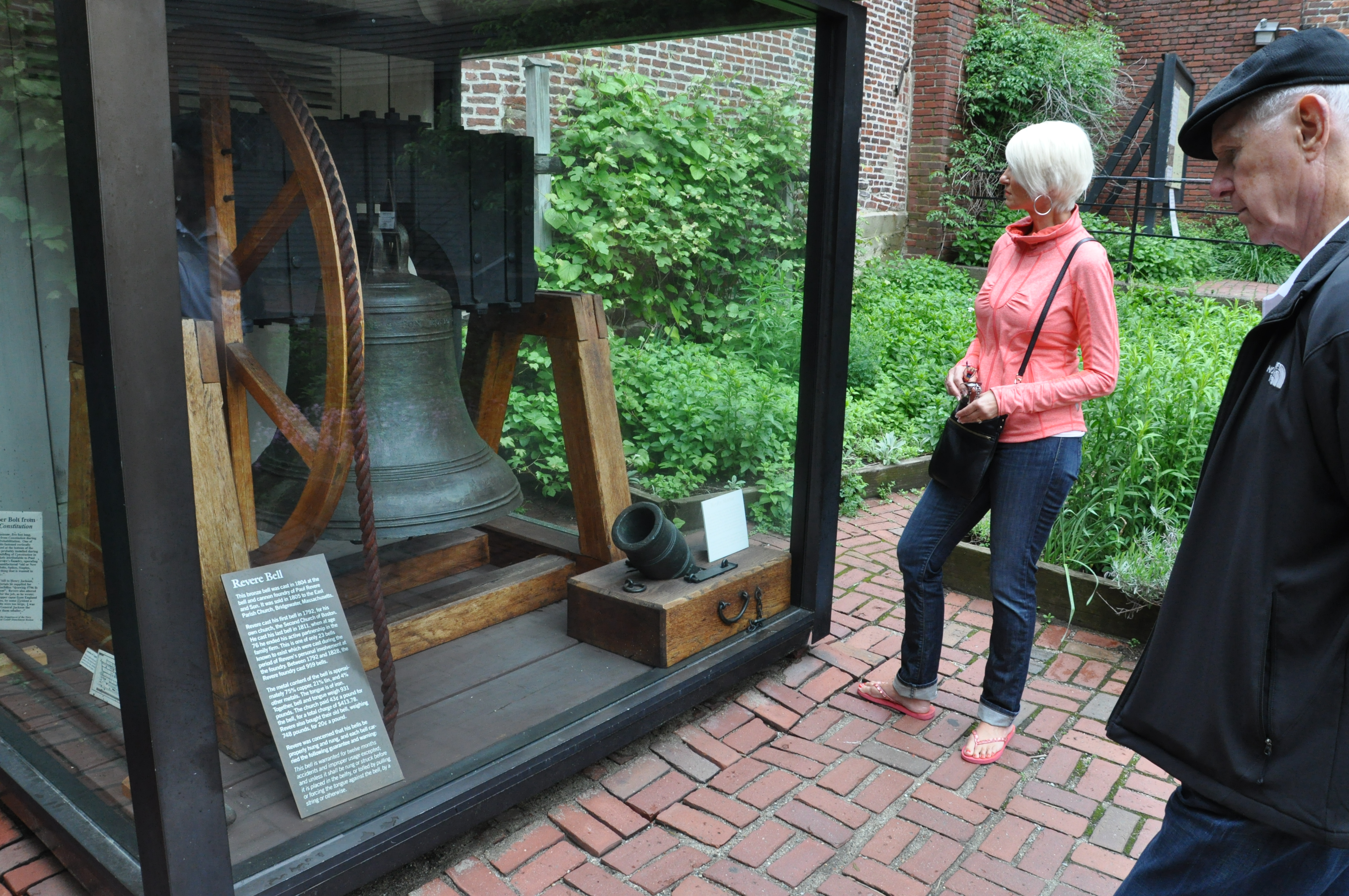
Campana realizzata da Paul Revere ed esposta all'interno della casa

La casa di Paul Revere (in inglese Paul Revere House) è una storica casa coloniale di Boston (Massachusetts, Stati Uniti d'America): realizzata intorno al 1680 ed appartenuta dal 1770 al 1800 ca. all'incisore e patriota Paul Revere, è il più antico edificio del centro città e costituisce uno dei pochi esempi rimasti nel Paese di abitazioni del XVII secolo.

## Storia
La casa venne realizzata intorno al 1680 nel luogo dove sorgeva la canonica della seconda chiesa di Boston, andata distrutta dal grande incendio del 1676 e fino ad allora occupata per sei anni dalla famiglia del parroco Mather (composta, oltre che da lui, dalla moglie e dal figlio Cotton). Il primo proprietario della nuova casa fu un ricco mercante di nome Robert Howard.
In seguito, nel corso della metà del XVIII secolo, vennero apportate delle modifiche all'edificio, con l'innalzamento del tetto.
Nel 1770, si trasferì qui dalla residenza di Clark's Wharf Paul Revere assieme alla sua famiglia, composta dalla moglie Sarah, da cinque figli e dalla madre Deborah.
Nel 1775, l'abitazione è al centro di un evento storico in seno alla guerra d'indipendenza americana (descritto anche nel poema di Henry Wadsworth Longfellow Paul Revere's Ride): fu infatti da qui che la sera del 18 aprile Paul Revere partì a cavallo alla volta di  Lexington per avvisare John Hancock e Samuel Adams dell'imminente arrivo degli inglesi.
Tra gli anni settanta e ottanta del XVIII secolo la famiglia Revere abitò saltuariamente nella casa, dopodiché l'edificio venne venduto intorno al 1800.
L'ex-dimora dei Revere divenne così dapprima una pensione per marinai e in seguito un caseggiato per immigrati, mentre il piano inferiore venne rimodellato per essere adibito a negozio o ad ufficio, tanto che nel corso degli anni ospitò un negozio di dolciumi, una fabbrica di sigari, una banca italiana, ecc.
Nel 1902, la casa venne acquistata da un pronipote di Paul Revere, John P. Reynolds Jr., che si assicurò così che l'edificio non venisse abbattuto. Venne in seguito istituita la Paul Revere Memorial Association, che, tra il 1907 e il 1908 finanziò l'opera di restauro della casa, la quale fu aperta al pubblico nell'aprile 1908.

## Descrizione
La casa di Paul Revere si trova al nr. 19 di North Square. 
La casa, realizzata in legno ha mantenuto in gran parte la struttura originaria  e presenta un piano superiore sporgente e finestre piombate a cerniera. All'interno della casa sono esposti mobili della famiglia Revere e dei manufatti realizzati da Paul Revere.